# Randall Szott
 (juin 2019).
Randall Szott, né en décembre 1971, est un homme politique américain.

## Biographie
Il vit à Charlotte. Il détient une maîtrise en pratiques de l'art de l'université d'État de l'Ohio, une maîtrise en Art interdisciplinaire de l'université d'État de San Francisco et un BA avec une mineure[Quoi ?] en philosophie de l'université du centre de la Floride.
Il est le fondateur et le rédacteur en chef de Prince, magazine consacré aux arts sociaux. Il a organisé l'exposition He Said She Said en collaboration avec son épouse Pamela Fraser, et a co-organisé des conférences culturelles publiques à la galerie Threewalls de Chicago. 
Il a donné des conférences au SFMOMA, au California College of the Arts, et à l'université de Houston, entre autres. Il a organisé, avec Stephen Wright, la conférence en ligne Cutting Slack: paradoxes of slackerdom.
Szott évite de présenter ses œuvres sur un mode trop formel et égo-centré, et il a écrit de façon anonyme sur les blogs LeisureArts et Placekraft. Son travail dans LeisureArts a été cité des centaines de fois par d'autres blogs, dans des interviews, , etc.. Il a repris le terme de néo-géographie sur le blog placekraft en 2006, redéfinissant au passage le concept pour lui donner son acception contemporaine.